# Ioanna Filippidou
Ioanna Filippidou  (griechisch Ιωάννα Φιλιππίδου, * 1953 in Alexandroupoli (Nordgriechenland); † 1999) war eine griechische Bildhauerin.

## Leben
Nach dem Studium der Bildhauerei 1972 bis 1979 an der Hochschule der Bildenden Künste Athen erhielt sie für die Jahre 1980 bis 1983 ein griechisch-staatliches Stipendium für Carrara (Italien) und für 1986/87 ein europäisches Stipendium für die Kunsthochschule in Oslo (Norwegen).
Ioanna Filippidou hat sich seit 1976 an zahlreichen Gruppenausstellungen in Griechenland, Italien, Frankreich, Dänemark, Deutschland und der Schweiz beteiligt und seit 1983 an einigen Bildhauersymposien in Italien und Norwegen teilgenommen.

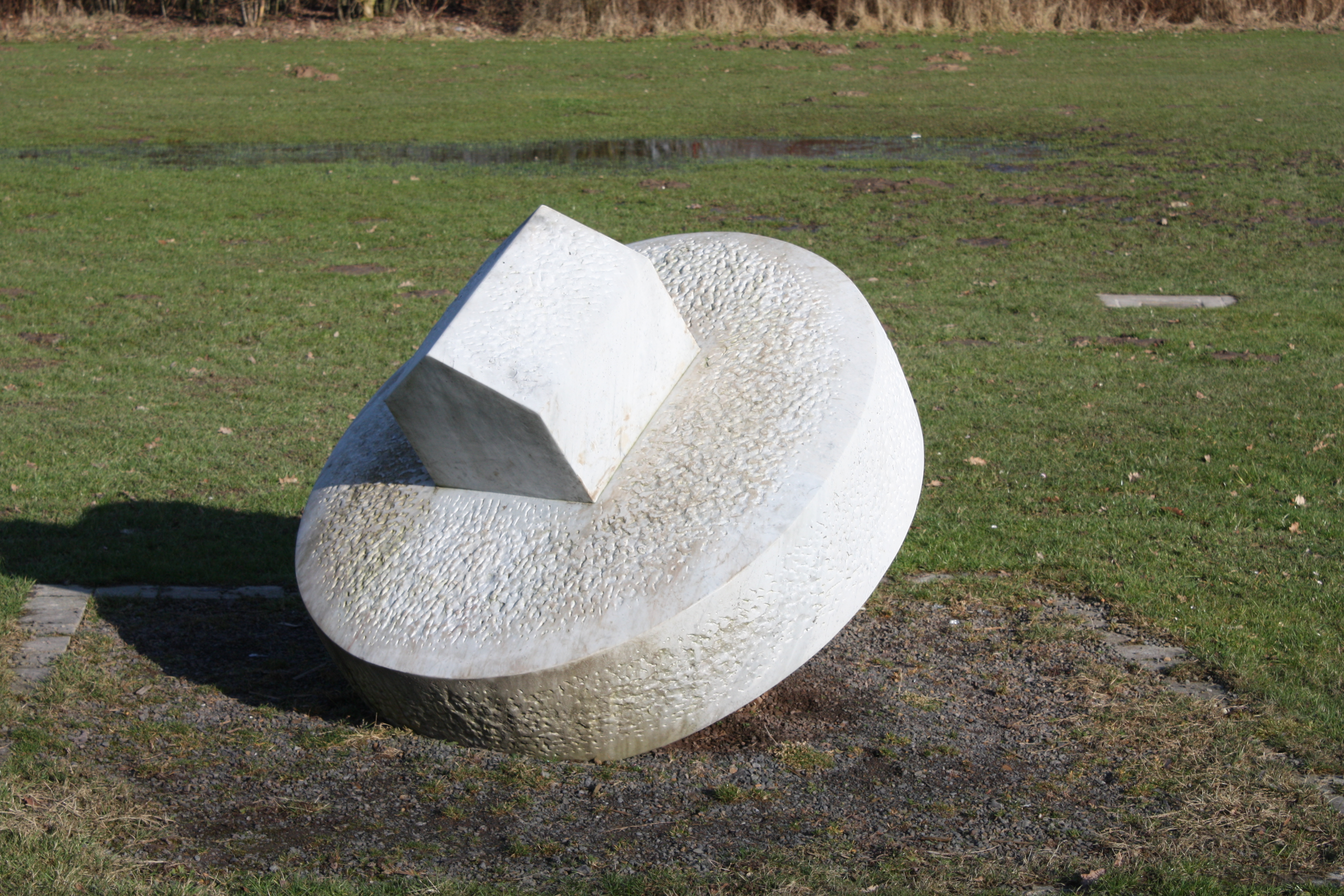
Kreisel, Internationales Bildhauersymposion Formen für Europa – Formen aus Stein in Syke (1991)

## Teilnahme an Bildhauersymposien
- 1983 in Carrara (Italien; Marmor) / Fanano-Modena (Italien; Sandstein)
- 1985 in Larvik (Norwegen; Granit)
- 1986 in Alessandria (Italien; Marmor)
- 1987 in Larvik (Norwegen; Granit)
- 1991 Internationales Bildhauersymposion Formen für Europa – Formen aus Stein in Syke (Niedersachsen)[2]